# Franciszek Wróblewski
Franciszek Wróblewski (ur. 1869, zm. 15 listopada 1944) – ksiądz rzymskokatolicki, działacz społeczny na Pomorzu.

## Życiorys
Franciszek Wróblewski był członkiem tajnej organizacji filomackiej w Chojnicach i Chełmnie. Prowadził edukację na tematy społeczno-gospodarcze, uczył historii Polski, upowszechniał czytelnictwo polskiej prasy. Zaangażowany był w sprawy społeczne, gospodarcze i narodowe na terenie powiatu kościerskiego. Należał do polskich stowarzyszeń, m.in. do „Straży” (1905) i Towarzystwa Naukowego w Toruniu (1928–1939). Był współzałożycielem, w 1902, Banku Ludowego w Kościerzynie oraz inicjatorem powołania w Kościerzynie „Spółki Parcelacyjnej” (1904), która pod jego kierownictwem rozparcelowała kilka majątków, nie dopuszczając do ubytku ziemi na rzecz Niemców. Jako delegat brał udział w zjazdach Prowincjonalnego Komitetu Wyborczego na Prusy Zachodnie. Był członkiem Powiatowej Rady Ludowej w Kościerzynie Obwód w Niedamowie, a później delegatem na Polski Sejm Dzielnicowy w Poznaniu (3-5 grudnia 1918). Do października 1920 działał w PSL-Pomorze, którego był wiceprezesem. 11 marca 1919, będąc proboszczem parafii w Niedamowie, obchodził jubileusz 25-lecia święceń kapłańskich. Później pracował jako proboszcz parafii św. Apostołów Piotra i Pawła w Lipinkach od 30 grudnia 1921. W czasie II wojny światowej uniknął wywiezienia do obozu, został zmuszony do opuszczenia plebanii na rzecz powiernika niemieckiego. Ksiądz zamieszkał w organistówce wraz z organistą i jego rodziną. 
Zmarł śmiercią naturalną 15 listopada 1944 w wieku 75 lat, został pochowany na przykościelnym cmentarzu w Lipinkach.

## Odznaczenia
- Złoty Krzyż Zasługi (1930)[3].